# Бібліографія Івана Нечуя-Левицького

## Твори Івана Нечуя-Левицького

### 1860-ті
- Дві московки (1868)
Дві Московки // Повісті Ивана Нечуя. [Архівовано 11 березня 2022 у Wayback Machine.] — Львів: [Печатня Ин-та Ставропиг.], 1872. — Т. 1. — С. 1–86.
- Рибалка Панас Круть (1868)
Рибалка Панас Круть // Повісті Ивана Нечуя. [Архівовано 11 березня 2022 у Wayback Machine.] — Львів: [Печатня Ин-та Ставропиг.], 1872. — Т. 1. — С. 87–127.
Рибалка Панас Круть. [Архівовано 9 березня 2022 у Wayback Machine.] — Київ: Тип. М. П. Фрица, 1874. — 47 с.
Іван Левицький. Рибалка Панас Круть. — Київ: Видавництво «Відродженнє», 1913. — 31 с.
- Причепа (1869)
Причепа // Повісті Ивана Нечуя. [Архівовано 11 березня 2022 у Wayback Machine.] — Львів: [Печатня Ин-та Ставропиг.], 1872. — Т. 1. — С. 129—542.
Іван Нечуй-Левицький. Причепа. — Київ-Ляйпціг: Українська накладня, 1920. — 356 с.

### 1870-ті
- Запорожці (1873)
Запорожці: казка І. Левицького. [Архівовано 23 серпня 2019 у Wayback Machine.] — Київ: Тип. М. П. Фрица, 1874. — 40 с.
Запорожці // Повісті Івана Левіцького. [Архівовано 10 березня 2022 у Wayback Machine.] — 1874. — С. 349—375.
Запорожці // Твори Івана Нечуя-Левіцького. — Львів: З друкарні Ставропігійського інститута, 1920. — Т. 1. — С. 169—201.
- Хмари (1874)
Хмари // Повісті Івана Левіцького. [Архівовано 10 березня 2022 у Wayback Machine.] — 1874. — С. 3—335.
Іван Левицький. Хмари. — Київ-Ляйпціг: Українсько-руська видавнича спілка, 1904. — 524 с.
Іван Нечуй-Левицький. Хмари. — Київ-Ляйпціг: Українська накладня, [Б. д.]. — 487 с.
- Баба Параска та баба Палажка (1875)
Неможна бабі Парасці вдержатись на селі // Повісті Івана Левіцького. [Архівовано 10 березня 2022 у Wayback Machine.] — 1874. — С. 336—348.
Благословіть бабі Палажці скоропостижно вмерти. [Архівовано 10 вересня 2019 у Wayback Machine.] — Київ: Тип. М. П. Фрица, 1875. — 20 с.
Баба Параска та баба Палажка // Твори Івана Нечуя-Левіцького. — Львів: З друкарні Ставропігійського інститута, 1920. — Т. 1. — С. 451—485.
- Бідний думкою багатіє (1875)
- Маруся Богуславка (1875)
Маруся Богуславка: Оперета в чотирёх діях Івана Левицького. [Архівовано 9 березня 2022 у Wayback Machine.] — Київ: Тип. М. П. Фрица, 1875. — 70 с.
- На Кожум'яках (1875)
На Кожумъяках : Комедія в п'яти діях. [Архівовано 23 лютого 2019 у Wayback Machine.] — К.: Тип. М. П. Фрица, 1875. — 106 с.
- Унія і Петро Могила Київський митрополіт Івана Левіцького (1875)
Левіцький, І. Унія і Петро Могила : Київський митрополит. — 1875. — 40 с.
- Перші Київські князі Олег, Ігор, Святослав і святий Володимир і його потомки (1876)
Левіцький, І. Перші київські князі Олег, Игорь, Святослав і святий Володимир і его потомки. [Архівовано 10 січня 2018 у Wayback Machine.] — 1876. — 68 с.
- Світогляд українського народу (1876)
Иван Левіцький. Світогляд украінского народа: ескіз украінскоі міθолоґіі. [Архівовано 9 березня 2022 у Wayback Machine.] — Львів: Друк. [наук.] т-ва ім. Шевченка, 1876. — 80 с.
- Татари і Литва на Україні (1876)
Татари і Литва на Україні. [Архівовано 9 вересня 2019 у Wayback Machine.] — Київ: Тип. С. Т. Еремеева, 1876. — 42 с. (2) [Архівовано 9 січня 2018 у Wayback Machine.]
- Микола Джеря (1878)
Іван Нечуй-Левіцький. Микола Джеря. — Вінніпег: Накладом Української Книгарнї, 1920. — 133 с.
Микола Джеря // Твори Івана Нечуя-Левіцького. — Львів: З друкарні Ставропігійського інститута, 1920. — Т. 1. — С. 1–168.
- Кайдашева сім'я (1879)
Іван Нечуй-Левицький. Кайдашева сїмя. — Вінніпег: Українська видавнича спілка, 1917. — 212 с.

### 1880-ті
- Бурлачка (1880)
Бурлачка. [Архівовано 10 березня 2022 у Wayback Machine.] — 1880. — 223 с.
Бурлачка // Твори Івана Нечуя-Левіцького. — Львів: З друкарні Ставропігійського інститута, 1920. — Т. 1. — С. 202—450.
- Приятелі (1881)
- Шевченкова могила (1881)
- Старосвітські батюшки та матушки (1884)
- Чортяча спокуса (1885)
- В Карпатах (1885)
- Невинна (1886)
- Дрегочин та Остріг (1886)
- Цап та баран (1886)
- Дрібна рибка (1886)
- В концерті (1886)
В концертї // Твори Івана Нечуя-Левіцького. — Львів: З друкарні Ставропігійського інститута, 1920. — Т. 1. — С. 486—509.
- Два брати (1887)
Два брати // Твори Івана Нечуя-Левіцького. — Львів: З друкарні Ставропігійського інститута, 1920. — Т. 1. — С. 510—537.
- Голодному й опеньки — м'ясо (1887)
- Пропащі (1888)
Іван Нечуй-Левицький. Пропащі. — Київ-Ляйпціг: Українська накладня, 1920. — 104 с.

### 1890-ті
- Над Чорним морем (1890)
- Афонський пройдисвіт (1890)
- Українські гумористи та штукарі (1890)
Иванъ Левицкій. Украинскіе юмористы и шутники // Кіевская старина. — 1890.
№ 9. — С. 343—348. [Архівовано 28 січня 2020 у Wayback Machine.]
№ 10. — С. 74–93. [Архівовано 28 січня 2020 у Wayback Machine.]
№ 11. — С. 233—250. [Архівовано 28 січня 2020 у Wayback Machine.]
№ 12. — С. 448—470. [Архівовано 28 січня 2020 у Wayback Machine.]
- Навіжена (1891)
- Вітрогон (1891)
- Скривджені й нескривджені (1892)
- Попались (1892)
- Поміж ворогами (1893)
- Не той став (1896)
- Сокільська гора (1896)
- Старі гультяї (1897)
- Князь Єремія Вишневецький (1897)
- Живцем поховані (1898)

### 1900-ті
- Без пуття (1900)
Іван Левіцький. Без пуття: оповіданнє по декадентському // Літературно-науковий вістник. — 1900. — Річник 3, т. 12. — С. 7–28, 137—157, 251—280.
- Роковий український ярмарок (1903)
- Київські прохачі (1905)
- Гастролі (1905)
- Ніч на Дніпрі (1906)
- Хрестини (1907)
- Сьогочасна часописна мова на Україні (1907)
І. Нечуй-Левіцький. Сьогочасна часописна мова на Украіні // Украіна. — 1907.
№ 1. — С. 1–49. [Архівовано 28 січня 2020 у Wayback Machine.]
№ 2. — С. 183—237. [Архівовано 28 січня 2020 у Wayback Machine.]
№ 3. — С. 280—331. [Архівовано 28 січня 2020 у Wayback Machine.]
- Біда бабі Парасці Гришисі (1909)
- Біда бабі Палажці Солов'їсі (1909)
- Дві милі (1910)
- Апокаліпсична картина в Києві (1910)

### 1910-ті
- Неоднаковими стежками (1910)
- В диму та полум'ї (1910)
- Забудько (1910)
- Побіда Хмельницького під Збаражем і Зборовом (1910)
Іван Левицький. Побіда Хмельницького під Збаражем і Зборовом: оповіданє з давнїх часів // Бібліотека «Канадийского фармера». — 1917. — Чис. 4. — С. 15–32.
- На гастролях в Микитянах (1911)
- Вольне кохання (1911)
- Телеграма до Грицька Бинди (1911)
- Вечір на Владимирській горі (1911)
- Шкодливе ягня (1911)
- Сільська старшина бенкетує (1911)
- Жовті гуси (1911)
- Мар'яна Погребнячка й Бейліс (1913)
- Піддурив фершала-масажиста (1913)
- Дивовижний похорон (1914)
- Кохання з притичинами (1914)
- Призва запасних москалів (1914)
- Єврейський Скнеря (1914)
- Ласий до меду парубок
- Неслухняна жінка